# رامیز قلی‌اف
رامیز قُلی‌اف (۳۰ آوریل ۱۹۴۷) موسیقی‌دان و نوازندهٔ تار اهل جمهوری آذربایجان است. برخی او را بزرگ‌ترین نوازنده تار حال حاضر جمهوری آذربایجان می‌دانند. هنرمند مردمی جمهوری سوسیالیستی آذربایجان شوروی، نشان شرف و جایزهٔ دولتی جمهوری آذربایجان، از جمله عناوین و جوایز او است.

## زندگی‌نامه
رامیز قلی‌اف در ۳۰ آوریل سال ۱۹۴۷ در شهر آغدام متولد شد. از ۵ سالگی به واسطهٔ ساز تارِ عمویش، با این ساز آشنا شد. او در سال ۱۹۵۴ وارد مدرسه موسیقی شهر آغدام شد و در سال ۱۹۶۰ در مقطع متوسطه به مدرسه موسیقی تخصصی آغدام، به نام عزیر حاجی‌بیگف راه یافت. رامیز قلی‌اف از سال ۱۹۶۴ تا ۱۹۶۹ در کنسرواتوار دولتی حاجی بیگف آذربایجان، به تحصیل نوازندگی تار و رهبری ارکستر مشغول شد.

## فعالیت‌های هنری
رامیز قلی‌اف در سال‌های حضور در مدرسه موسیقی آغدام، به همراه گروه موسیقی محلی «شور» در مسابقه‌ها و جشنواره‌های متعددی شرکت کرد. وی در سال ۱۹۵۷ در جشنواره‌ای که میانِ گروه‌های موسیقی جمهوری‌خواه در باکو برگزار شد، مقام اول را کسب کرد و در سال ۱۹۶۱ در «نمایشگاه دستاوردهای اقتصادی ملی» که در مسکو برگزار شد شرکت کرد و موفق به دریافت مدال و دیپلم افتخار شد. در همین سال‌ها، او رئیس کلوپ تار در خانهٔ پیش‌آهنگان آغدام و رئیس بخش موسیقی تئاتر درام آغدام به نام عبدالرحیم‌بیگ حقوردی‌اف بود.
رامیز قلی‌اف در سال‌های ۱۹۶۳ تا ۱۹۶۴ در مدرسه متوسطه موسیقی تخصصی شماره ۱ آغدام و در سال‌های ۱۹۶۵ تا ۱۹۷۴ در مدارس موسیقی شماره ۱ و ۲۰ باکو تحصیل کرد.
سال ۱۹۷۴ در زندگی هنری او نقطهٔ عطفی به‌شمار می‌رود؛ او در ژوئن همان سال، جایزهٔ نخست جشنوارهٔ موسیقی‌دانان قفقاز جنوبی را در ژاپن از آن خود کرد و در ماه اکتبر این سال، در مسابقه سراسری هنرمندان صحنه در مسکو، عنوان برگزیده را کسب کرد. رامیز قلی‌اف در طی سال‌های ۱۹۷۴ تا ۱۹۹۲، در کنسرواتوار دولتی آذربایجان به عنوان مدرس، دانشیار و سپس پروفسور، در رشتهٔ تار به تدریس پرداخت و از سال ۱۹۹۲ تا ۲۰۰۲، ریاست دپارتمان سازهای سنتی را بر عهده داشت.
او در کشورهایی همچون ترکیه، افغانستان، سوریه ، هلند، سوئیس، آلمان شرقی، پاکستان، الجزایر، تونس، آلمان، هند، ایالات متحده آمریکا، کانادا، دانمارک، ایران، عراق، فرانسه، انگلیس، اسرائیل، نروژ و غیره کنسرت برگزار کرده است. وی سال ۱۹۸۷ به‌عنوان رهبر و تک‌نواز گروه سه‌نفره موسیقی مقامی «صادق‌جان»، در سومین سمپوزیوم بین‌المللی موسیقی‌شناسی در سمرقند شرکت کرد و در شب موسیقی سمفونیک این رویداد، همراه با ارکستر سمفونیک دولتی ازبکستان، آثار آهنگسازان آذربایجانی برای تار و ارکستر را اجرا کرد. او در سال ۱۹۸۸ در جشنواره بین‌المللی فولکلور در آمریکا که زیر نظر یونسکو برگزار شد، پس از اجرای موفق خود دیپلم افتخاری ویژه‌ای دریافت کرد.
رامیز قلی‌اف در سال ۱۹۸۹ در قالب جشنوارهٔ «جاده ابریشم بزرگ»، طی ۴۰ روز در بیش از ۳۰ شهر ژاپن کنسرت برگزار کرد. در سال ۱۹۹۷، مستیسلاف روستروپوویچ، رهبر ارکستر سرشناس اهل روسیه، از او و پسرش ایوب قلی‌اف دعوت کرد تا در جشن‌های ۷۰ سالگی‌اش در باکو و مسکو اجرا داشته باشند. همان سال، با دعوت خواننده سرشناس، مسلم ماقمایف، در کنسرت‌های پنجاه و پنج سالگی او در باکو و مسکو شرکت کرد.
او همچنین در جشن هشتاد سالگی توفیق قلی‌یف در سال ۱۹۹۷ و همچنین در روزهای فرهنگی آذربایجان در لندن در آوریل و مه ۱۹۹۸ اجراهای موفقی داشت. وی در دسامبر ۱۹۹۷، در فستیوال بین‌المللی موسیقی شرق در اورشلیم به روی صحنه رفت و همچنین «ارکستر سازهای شرقی» را در آن‌جا تأسیس کرد.
قلی‌اف در سال ۱۹۹۹، در فستیوال بین‌المللی موسیقی «لوسرن» در سوئیس با ارکستر «لا استریملاتا» از شهر برن اجرا کرد. در اوت سال ۲۰۰۲ نیز در شهر استاوانگر نروژ و در اکتبر ۲۰۰۳ در شهر برگن با ارکستر سمفونیک تروندهایم کنسرت برگزار کرد. او بین سال‌های ۱۹۶۴ تا ۱۹۹۴، تک‌نواز فیلارمونیک دولتی آذربایجان و انجمن کنسرت دولتی «مسلم ماقمایف» بود.
رامیز قلی‌اف در سال ۱۹۹۴ در دانشگاه اژه ازمیر ترکیه، در سال ۱۹۹۷ در اورشلیم اسرائیل و در سال ۲۰۰۲ در دانشکده هنرهای زیبای تهران، کلاس‌های آموزشی پیشرفته برگزار کرد. وی در بسیاری از جشنواره‌ها و رقابت‌های ملی به عنوان رئیس هیئت داوران فعالیت داشته است.
او در سال‌های ۱۹۸۰، ۱۹۸۲، ۱۹۸۶ و ۱۹۹۲ تا ۱۹۹۴ در سازماندهی و داوری مسابقات موسیقی برای سازهای سنتی در مدارس موسیقی مشارکت داشت. در سال ۱۹۸۶، در رقابت میان جمهوری‌های آسیای میانه و قفقاز که در باکو برگزار شد، عضو کمیته برگزاری و هیئت داوران بود. قلی‌اف در سال ۱۹۹۷، به ابتکار خودش، مسابقه‌ای به مناسبت ۱۵۰ سالگی تولد نوازنده بزرگ، میرزا صدیق اسعد اوغلو برگزار کرد و خود به عنوان رئیس هیئت داوران و عضو کمیته برگزاری در آن حضور داشت. وی همچنین در سال‌های ۱۹۸۱ و ۱۹۸۴ به عنوان نماینده شورای عالی منطقه نسیمی انتخاب شد.
رامیز قلی‌اف اکنون فعالیت آموزشی خود را در آکادمی موسیقی حاجی بیلی باکو، ادامه می‌دهد. او آثار بسیاری از آهنگسازان آذربایجانی و آهنگسازان سایر کشورها را برای تار و پیانو تنظیم و منتشر کرده و نویسنده کتاب‌های درسی، برنامه‌ها، مقالات علمی و آموزشی است. دانش‌آموختگان کلاس‌های او اکنون در دانشگاه‌ها، ارکسترها و گروه‌های موسیقی آذربایجان و دیگر کشورها فعالیت می‌کنند و برخی از آن‌ها موفق به دریافت عناوین علمی و افتخارات ملی شده‌اند. آثار اجراشده توسط رامیز قلی‌یف، شامل مقامات، قطعات موسیقی ملی، و آثار آهنگسازان داخلی و خارجی، در بیش از ۳۰ کشور جهان با همراهی ارکسترهای مختلف ضبط و در قالب دی‌وی‌دی، وی‌سی‌دی، نوار ویدئویی، سی‌دی و نوار کاست با شمارگان بالا منتشر شده‌اند.

## جوایز و افتخارات
- جایزه کومسومول لنین جمهوری سوسیالیستی آذربایجان شوروی – ۱۹۷۸
- عنوان افتخاری «هنرمند شایسته جمهوری سوسیالیستی آذربایجان شوروی» ۱۹۸۲
- عنوان افتخاری «هنرمند مردمی جمهوری سوسیالیستی آذربایجان شوروی» ۱۹۸۸
- جایزه «هومای» ۱۹۹۳
- جایزه عالی «نخستین برگزیدگان قرن بیست‌ویکم» از سوی بنیاد ملی جوایز «سیمرغ» ۲۰۰۱
- جایزه «هنرمند» از سوی بنیاد ملی جوایز «سیمرغ» ۲۰۰۴
- نشان افتخار «شهرت» ۲۰۰۷
- جایزه دولتی جمهوری آذربایجان ۲۰۱۴
- «نشان شرف» ۲۰۱۷
- مدال یادبود «۱۰۰ سالگی حیدر علی‌اف» ۲۰۲۴[۵]

رامیز قلی‌یف همچنین در سال ۱۹۷۴ در فستیوال موسیقی‌دانان قفقاز جنوبی موفق به دریافت جایزه نخست شد و در مسابقه پنجم هنرمندان صحنه اتحاد جماهیر شوروی در مسکو، عنوان برگزیده را کسب کرد.
در سال ۱۹۸۸ در جشنواره بین‌المللی فولکلور که با حمایت یونسکو در ایالات متحده برگزار شد، با دیپلم ویژه تقدیر شد.
در سال ۲۰۰۱ جایزه عالی بنیاد ملی سیمرغ با عنوان «هنرمند از خود گذشتهٔ سال» را دریافت کرد.
در سال ۲۰۰۹، دیپلم ویژه بیست‌وچهارمین جشنواره بین‌المللی «گردنبند کهربایی» در شهر کالینینگراد روسیه را دریافت کرد.
در سال‌های ۲۰۰۶، ۲۰۱۰ و ۲۰۱۴، برنده جایزه «چنگ طلایی» در جشنواره بین‌المللی موسیقی فجر در تهران شد.
در سال ۲۰۱۷، در جشنواره بین‌المللی «تیرگان» در شهر تورنتوی کانادا، با بالاترین جایزه این جشنواره یعنی «آرش» تجلیل شد.
بر اساس فرمان رئیس‌جمهور جمهوری آذربایجان به تاریخ ۸ مه ۲۰۰۲ در خصوص اعطای جایزه به هنرمندان، رامیز قلی‌یف در تاریخ‌های ۲۶ ژوئیه ۲۰۰۲ و ۵ ژوئیه ۲۰۰۳ موفق به دریافت جایزه ریاست‌جمهوری شد و از سال ۲۰۰۴، از مستمری مادام‌العمر ریاست‌جمهوری بهره‌مند شده است.

## خانواده
رامیز قلی‌اف، پدر ایوب قلی‌اف، موسیقی‌دان و رهبر ارکستر است.